# 冷水江市第二中学
冷水江市第二中学位于湖南娄底冷水江市，始建于1968年，现在已成为了包括初中部和小学部的学校。其前身是“锡矿山矿务局第二中学”，是一所矿务局职工的子弟学校，在2008年时转为冷水江市教育局主管，并且更名为冷水江第二中学。
学校位于资江边冷江大桥北端。校内有前后操场。该校为解决大班额问题，决定拆除原综合楼，在原地新建综合楼，该项目名称为冷水江市第二中学综合楼工程，建筑规模（总建筑面积）约5855平方米，计划投资金额约699万元，并且要求在220天（日历日）完成。现已竣工，并且投入教学使用。